# جنيفر دوغلاس
جنيفر دوغلاس (بالإنجليزية: Jennifer Douglas)‏ هي كاتِبة أمريكية، ولدت في 1964 في ساغيناو في الولايات المتحدة.